# سيتلالكيو

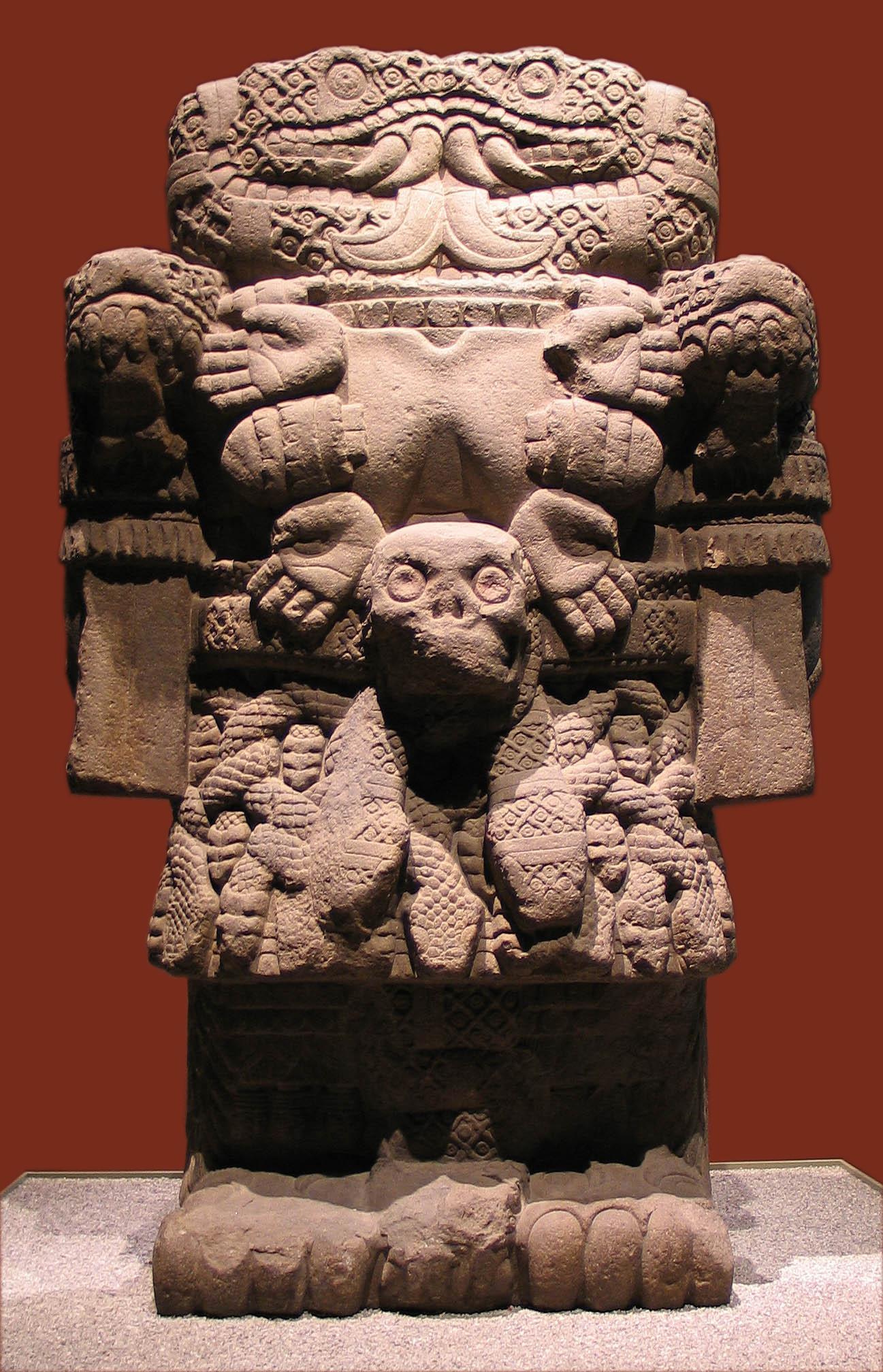
تمثال سيتلاليكو معروض في المتحف الوطني للأنثروبولوجيا في مدينة مكسيكو

سيتلالكيو (بالإنجليزية: Citlālicue)‏ واسمها يعني «رداء النجم»، هي ربة خالقة في أساطير الأزتيك. زوجة سيتلالاتوناك Citlalatonac ومعا خلقا النجوم، ودرب التبانة، والأرض، وكذلك الموت والظلام. يرتبط هذا الزوج من الآلهة أحيانًا مع أول زوج من البشر، ناتا ونينا.